# 金胺O
金胺O是一種二芳基甲烷螢光染料，常態下為黃色針狀結晶。不易溶於水，易溶於乙醇。它可由4,4'-双(二甲氨基苯基)甲烷与尿素、氨基磺酸、硫、氨在175 °C下反应而成。
金胺O可用於抗酸細菌（例如Mycobacterium）, 其方法類似抗酸染色法。 也被當做希夫試劑的螢光版來使用。
在金胺-若丹明染色法中與若丹明B一起用來給結核桿菌染色。同時也可用作防腐劑。

## 外部連結
- Auramine O spectra data （页面存档备份，存于）